# Los Volcanes (Baja California)
Los Volcanes es una localidad del estado mexicano de Baja California. Es parte del municipio de Playas de Rosarito.

## Demografía
| Censo | Población |
| ----- | --------- |
| 2010  | 783       |
| 2020  | 1 555     |